# 烈火丽人
《烈火丽人》（羅馬化：Plerng Nang）是CHANGE2561制作，于2020年8月15日起在Amarin TV播出，由赖拉·邦雅淑（Ploy）、尤拉南·帕莫蒙迪（Sam）、英塔·辽拉翁（Indy）、皮特·考普·狄瑞恩达尔、萨鲁特·维吉特拉南达（Big）、潘娅芃·彭皮帕（Benz）主演的泰国电视剧。剧情讲述一个女人周旋于五个男人之间的混乱关系。

## 演员阵容
- 赖拉·邦雅淑（Ploy） 饰 Plubpla
- 尤拉南·帕莫蒙迪（英语：Yuranunt Pamornmontri）（Sam） 饰 Chumsaai
- 英塔·辽拉翁（Indy） 饰 Suban
- 皮特·考普·狄瑞恩达尔（英语：Peter Corp Dyrendal） 饰 Longchart
- 萨鲁特·维吉特拉南达（Big） 饰 Supharerk
- 潘娅芃·彭皮帕（Benz） 饰 Moree

## 劇集迴響

### 泰國電視收視率
- 收視最低的集數以藍色表示，收視最高的集數以紅色表示，而空格則表示該集的收視沒有相關數據。

| 集數 No.   | 播放日期       | 播放時段 (UTC+07:00) | 平均收視率 | 來源   |
| ---------- | -------------- | -------------------- | ---------- | ------ |
| 1          | 2020年8月15日  | 星期六 22:00         | 0.891      | [ 3 ]  |
| 2          | 2020年8月16日  | 星期日 22:00         | 0.756      | [ 3 ]  |
| 3          | 2020年8月22日  | 星期六 22:00         | 0.998      | [ 4 ]  |
| 4          | 2020年8月23日  | 星期日 22:00         | 0.830      | [ 4 ]  |
| 5          | 2020年8月29日  | 星期六 22:00         | 1.113      | [ 5 ]  |
| 6          | 2020年8月30日  | 星期日 22:00         | 0.996      | [ 5 ]  |
| 7          | 2020年9月5日   | 星期六 22:00         | 不適用     | 不適用 |
| 8          | 2020年9月6日   | 星期日 22:00         | 不適用     | 不適用 |
| 9          | 2020年9月12日  | 星期六 22:00         | 1.040      | [ 6 ]  |
| 10         | 2020年9月13日  | 星期日 22:00         | 1.003      | [ 6 ]  |
| 11         | 2020年9月19日  | 星期六 22:00         | 0.876      | [ 7 ]  |
| 12         | 2020年9月20日  | 星期日 22:00         | 0.891      | [ 7 ]  |
| 13         | 2020年9月26日  | 星期六 22:00         | 0.844      | [ 8 ]  |
| 14         | 2020年9月27日  | 星期日 22:00         | 0.863      | [ 8 ]  |
| 15         | 2020年10月3日  | 星期六 22:00         | 0.810      | [ 9 ]  |
| 16         | 2020年10月4日  | 星期日 22:00         | 0.892      | [ 9 ]  |
| 17         | 2020年10月10日 | 星期六 22:00         | 0.762      | [ 10 ] |
| 18         | 2020年10月11日 | 星期日 22:00         | 0.891      | [ 10 ] |
| 19         | 2020年10月17日 | 星期六 22:00         | 0.999      | [ 11 ] |
| 20         | 2020年10月18日 | 星期日 22:00         | 0.832      | [ 11 ] |
| 21         | 2020年10月24日 | 星期六 22:00         | 1.195      | [ 12 ] |
| 22         | 2020年10月25日 | 星期日 22:00         | 0.917      | [ 12 ] |
| 23         | 2020年10月31日 | 星期六 22:00         | 1.374      | [ 13 ] |
| 24         | 2020年11月1日  | 星期日 22:00         | 1.104      | [ 13 ] |
| 平均收視率 | 平均收視率     | 平均收視率           | 0.949      | 1      |

^1  基於每集的平均觀眾份額。